# Нарвские бастионы
Нарвские бастионы — группа долговременных оборонительных сооружений города Нарвы, строительство которых было начато шведскими инженерами в середине XVII века. После окончания Северной войны поддерживались русскими как внешний пояс обороны Санкт-Петербурга вплоть до середины XIX века.

## История
Географическое положение Нарвы, на границе государств, обуславливало наличие фортификационных сооружений, а непрекращающийся рост мощи оружия вызывал необходимость их постоянной модернизации и укрепления. Шведы прекрасно понимали значимость укреплений и сразу же после захвата города в 1581 году приступили к их совершенствованию. Средневековая городская стена, уже существовавшая на тот период, была дополнена четырьмя артиллерийскими невысокими выступающими башнями, заполненными землей: одной перед Вирусскими воротами (до 1586 года) и тремя по углам крепости. Эти башни стали предшественниками бастионов. Кроме того, по мнению Коченовского, сохранятся рондель XIV века между западной городской стеной и форбургом.
В начале XVII века городская стена также поддерживалась земляными укреплениями. Дальнейшее расширение насыпных земляных башен, по сути, и явилось началом создания бастионов. В 1640—1650-е годы развитию Нарвы уделялось особое внимание. По замыслу Акселя Оксеншерна Нарва даже должна была стать второй столицей Швеции. Был проведен ещё ряд реконструкций, но, тем не менее, к середине XVII века пришлось признать, что и этого уже недостаточно в случае вооруженного нападения. И в 1676-80-х строительство началось заново. С восточной стороны был возведён новый бастион под названием Врангель. Были реконструированы ворота выходящие на восток, а северные ворота были усилены башней. Дополнительно были построены позиции для пушек, одна из которых была на северо-восточном углу замка (там, где сейчас установлен флагшток с эстонским флагом). По приказу шведского короля нарвские укрепления были осмотрены военным инженером Эриком Дальбергом и признаны неудовлетворительными. Им же были предложены несколько вариантов модернизации, один из которых и был одобрен королём в 1683 году. В своем проекте Дальберг исходил из новоголландской системы и системы французского фортификатора С. Вобана, но внес в них ряд оригинальных черт. Так для нарвских укреплений характерны короткие куртины, защищенные довольно широкими равелинами. Типичными являются и длинный фас и короткий фланк. В 1684 была начата реализация этого проекта, которая продолжалась вплоть до вплоть до завоевания Нарвы русскими в 1704 году.
Начало Северной войны помешало закончить все работы, но большая часть проекта была реализована. Шведы построили шесть бастионов и укрепление похожее на бастион и получившее название Спес (Надежда). Бастион Врангель получил новое название Пакс (Мир), но, по сути, остался тем же Врангелем. Не было завершено строительство бастиона Юстиция (Суд). Из пяти равелинов успели построить только два. Западные ворота, планировавшиеся между бастионами Фортуна и Триумф, также не были закончены.
Особенностью нарвских бастионов являются высокие и мощные передние стены, внутри которых находились сводчатые туннели и казематы для защитников города. Казематы нарвских бастионов имеют два этажа (за исключением бастиона Глория). Свет в казематы попадает через проёмы в стене, расположенные через семь метров и служащие для ведения огня. Толщина наружных стен составляет три метра. Дополнительной защитой служили ещё земляные укрепления напротив рва. Ров не был заполнен водой, что давало возможность защитникам города расставлять солдат на линии обороны перед бастионами. После взятия города, Нарва потеряла своё стратегическое значение. И, тем не менее, русские восстановили пострадавшие во время войны бастионы, также были доведены до конца недостроенные шведами равелины. И ещё на протяжении полутора веков нарвские оборонительные сооружения являлись внешними укреплениями Санкт-Петербурга.
Особое идеологическое значение был придано эпизоду самопроизвольного обрушения бастиона Гонор (Honor — гордость, честь) произошедшее по причине «худого основания» именно 6-го августа, в день Преображения Господня. «Фас и с него бруствер осыпался весь в ров». Данное событие было интерпретировано лично Петром I как знак свыше и бастион был впоследствии переименован в «Божий Бреж», а в память об этом при участии архитектора Д. Трезини были устроены мемориально-триумфальные ворота (не сохранились). В своих записках Юст Юль указывает на местоположение ворот в бреши, пробитой русскими орудиями со стороны реки во время штурма, последовавшего после обрушения бастиона (то есть между бастионами Гонор и Виктория. Однако современные исследователи считают, что Трезини переделал «Королевские ворота» конца XVII века (переименованные, соответственно, в Императорские) между бастионами Гонор и Глория. Следует отметить, что бастион обвалился в момент атаки, когда уже был начат, но еще не доведен до конца подкоп для «производства бреши». Придавая этому событию особое значение Петр последовательно осуществлял свою личную религиозно-идеологическую программу, «скрытые интенции», в которой особая роль отводилась именно празднику Преображения.
К настоящему времени сохранились прибрежные бастионы Пакс (или Врангель), Виктория, Гонор (с 1704 года Пётр 1 дал название бастиону — Божий Бреж). Хорошо сохранился бастион Глория, который находится в конце ул. Вестервалли, бастион Фортуна, находящийся на юго-западном углу замка, а также южная стена бастиона Триумф, рядом с Петровской площадью.

## Нарвские бастионы
| Бастион «Триумф»                                   |  |  | 59°22′38″ с. ш. 28°11′45″ в. д. |
| Бастион «Фортуна»                                  |  |  | 59°22′29″ с. ш. 28°11′57″ в. д. |
| Бастион «Спес (Надежда)»                           |  |  | 59°22′30″ с. ш. 28°12′06″ в. д. |
| Бастион «Юстиция (Суд)»                            |  |  | 59°22′39″ с. ш. 28°12′10″ в. д. |
| Бастион «Пакс (Мир)» («Врангель»)                  |  |  | 59°22′44″ с. ш. 28°12′12″ в. д. |
| Бастион «Виктория»                                 |  |  | 59°22′52″ с. ш. 28°12′15″ в. д. |
| Бастион «Гонор (Честь)» (с 1704 г. - «Божий Бреж») |  |  | 59°22′59″ с. ш. 28°12′03″ в. д. |
| Бастион «Глория»                                   |  |  | 59°22′57″ с. ш. 28°11′45″ в. д. |
| Бастион «Фама» (не сохранился)                     |  |  | 59°22′49″ с. ш. 28°11′39″ в. д. |

## Галерея
- Бастион Хонор.
- Бастион Пакс
- Бастион Виктория.
- Бастион Спес
- Бастион Глория.
- Бастион Фортуна.
- Бастион Глория. Сводчатый туннель
- Бастион Хонор.